# 山崎舜平
山﨑 舜平（やまざき しゅんぺい、1942年7月8日 - ）は、日本の工学者、発明家。工学博士（同志社大学）。半導体エネルギー研究所設立者。シリコンテクノロジーの研究開発に従事。IEEE Life Fellow。同志社社友。

## 略歴
1961年、静岡県立静岡高等学校卒業。同志社大学工学部卒業。1967年、同志社大学大学院工学研究科修士課程修了。大学時代より加藤与五郎の薫陶をうける。フラッシュメモリとして知られる不揮発性メモリのトランジスタ構造を博士課程在学中の1970年に発明。1971年、同志社大学大学院電気研究科博士課程修了(工学博士)。同年、東京電気化学工業入社、不揮発性メモリの研究に従事。1973年、TDKフェアチャイルド入社、品質管理課長。1976年、日本プレシジョン・サーキッツ入社、プロセス技術課長兼品質管理次長。1980年、半導体エネルギー研究所を設立、社長に就任。
1984年、材料科学技術振興財団理事。さらに、半導体エネルギー研究所の子会社であるアドバンスト フィルム ディバイス インクの社長とともに、加藤山崎教育基金理事長も兼務する。特許の発明者に名を連ね、2000年、2001年の高額納税者番付にランクインしている。

## ギネス認定
2004年9月28日、特許取得件数世界一としてギネスブックに認定された。その発明件数は3,245件（2004年5月31日時点）。その後、2011年3月には6,314件（2011年3月10日時点）、2016年9月には11,353件となり、2004年、2011年に認定された自身のギネス世界記録を更新した。2024年10月時点での国内特許登録維持件数は5,483件。

## 半導体エネルギー研究所
株式会社半導体エネルギー研究所は、英語名はSemiconductor Energy Laboratory。本社は神奈川県厚木市。
主な事業は、薄膜半導体や太陽電池などのエレクトロニクス技術開発である。研究開発の結果得た特許権の活用や他社への技術供与により収入を得ており、製品の製造・販売を行っていない。同社は、知的財産による収入で運営する21世紀型の研究開発専門企業と言われている。また、発明者となる多くの研究者について、斯界での活動履歴がほぼ無く、研究開発内容はベ－ルに包まれている。
2011年、トムソン・ロイターによる第１回「Top 100 グローバル・イノベーター・アワードに選出された。
他社と共同して技術開発することも多い。例として1998年のシャープとのCGシリコン技術、2002年のシャープとのガラス基板上CPU形成技術、2003年の東北パイオニアとのデュアルエミッション有機ELパネル技術、2005年のTDKとのプラスチック基板上無線CPU形成技術、2012年のシャープとのCAAC-IGZO技術などがあげられる。このシャープとのCAAC-IGZOに関する共同開発の成果は、SIDにおいて2013年度のDisplay of the year部門の金賞を受賞した。
独自の研究開発の成果としては、展示会「FPD International 2012」においてCAAC-IGZO技術を用いて眼精疲労を軽減させる液晶モニタの提案などをしている。

## 受賞歴
- 社団法人発明協会 全国発明表彰発明賞（1976年）
- 米国セラミックス学会 R.フルラス賞（1984年）
- 日本赤十字社金色有功章（1984年）
- 財団法人加藤科学振興会 加藤記念賞（1985年）
- 科学技術庁長官賞 科学技術功労賞（1990年）
- 紺綬褒章（1995年）
- 紫綬褒章（1997年） MOS型[注釈 2]LSI素子技術の開発[2]
- 財団法人大河内記念会 大河内記念技術賞（2010年）
- W. David Kingery Award（英語版）（米国セラミック協会）（2018年）
- IEEE Solid-State Circuit Society (SSCS) Japan Industry Contribution Award 2023[13]